# Rue Clovis
La rue Clovis è una strada a senso unico che collega la piazza del Panthéon e la rue du Cardinal-Lemoine. È situata nel cosiddetto quartiere latino, attraversato al centro dalla rue Descartes, nel V arrondissement di Parigi, in Francia. Il nome della strada è riconducibile a Clodoveo I re dei Franchi.
Questa via funge soprattutto da tramite e rari sono i negozi, rispetto alle vicine e molto più frequentate rue Mouffetard, rue du Cardinal-Lemoine et rue Descartes.
Nei pressi della rue du Cardinal-Lemoine, si possono ammirare i resti del muro di cinta di Parigi fatto edificare da Filippo II di Francia.
Su questa via, al numero civico 23, vi è l'ingresso della celebre scuola francese d'insegnamento secondario e superiore, il lycée Henri-IV.